# Дружба (станція метро, Софія)
Дружба (болг. Метростанция „Дружба“) — станція четвертої лінії Софійського метрополітену.
Однопрогінна станція мілкого закладення, з двома береговими платформами.
Розташована на розі вул. „Кръстьо Пастухов“ з вул. „Кап. Димитър Списаревски“ в житловому кварталі "Дружба 1". 
Пересадка
- на автобусні лінії:  204, 384, 404, 604;
- трамвайні лінії: 4, 11

## Ресурси Інтернету
Вікісховище має мультимедійні дані за темою: Iskarsko shose Metro Station
- Sofia Metropolitan [Архівовано 18 жовтня 2012 у Wayback Machine.]
- SofiaMetro@UrbanRail [Архівовано 15 травня 2021 у Wayback Machine.]
- Sofia Urban Mobility Center [Архівовано 22 жовтня 2016 у Wayback Machine.]
- Sofia Metro station projects [Архівовано 4 квітня 2015 у Wayback Machine.]